# Viva Communications
Viva Communications, Inc. ist ein philippinisches Medien- und Unterhaltungsunternehmen mit Hauptsitz in Pasig. Es wurde 1981 von Vic del Rosario Jr. gegründet.

## Geschichte
Viva Communications wurde am 11. November 1981 von Vic del Rosario Jr. gegründet und ursprünglich als Viva Films eingetragen, einem Filmproduktionsstudio mit Sitz in Quezon City, das die Filme produzieren sollte. Im Laufe der Jahre trennte das Unternehmen andere Segmente außerhalb der Filmbranche, darunter Viva Records, Viva Television, Viva Artists Agency, Viva Publishing Group und Viva International Food and Restaurants.
Anfang der 2020er Jahre startete das Unternehmen zwei Video-on-Demand-Streaming-Dienste: Vivamax und Viva One.

## Tochtergesellschaften
- Studio Viva
- Ultimate Entertainment
  - Halo-Halo Radio
- Viva Films
- Viva International Food and Restaurants, Inc.
  - Botejyu[6]
  - Paper Moon Cake Boutique
  - Pepi Cubano
  - Yogorino
  - Wing Zone
- Viva International Pictures
- Viva Music Group, Inc.
  - Viva Records
  - Vicor Music
  - Ivory Music and Video
- Viva Publishing Group, Inc.
  - Viva PSICOM Publishing Corporation
  - Viva Starmometer Publishing Corporation
  - VRJ Books Publishing
- Viva Video, Inc.

## Abteilungen
- Viva Artists Agency[7]
- Viva Cable TV
  - Pinoy Box Office
  - Viva Cinema
  - Sari-Sari Channel (zusammen mit TV5)
  - Celestial Movies Pinoy (zusammen mit Celestial Tiger Entertainment)
  - Tagalized Movie Channel (zusammen mit MVP Entertainment)
  - Viva TV
- Viva Digital
  - Vivamax[4]
  - Viva One[5]
- Viva Interactive
- Viva Live
- Viva Sports